# Coccothrinax savannarum
Coccothrinax savannarum är en enhjärtbladig växtart som först beskrevs av Hermano León, och fick sitt nu gällande namn av Attila L. Borhidi och Onaney Muñiz. Coccothrinax savannarum ingår i släktet Coccothrinax och familjen Arecaceae. Inga underarter finns listade i Catalogue of Life.